# Richard Adolf Zutt
Richard Adolf Zutt (ur. 25 stycznia 1887 w Bazylei, zm. 12 września 1938 na Kanale Sueskim) – szwajcarski rzeźbiarz, medalier i malarz.

## Biografia
Richard Adolf Zutt urodził się w Bazylei 25 stycznia 1887 roku. Rozpoczął studia w Akademii Sztuk Pięknych w Karlsruhe. Opuścił jednak uczelnię i samemu poznawał techniki pracy artystycznej we Florencji i Monachium. W swej karierze zawodowej pracował jako profesor w Królewskiej Szkole Rzemiosł Artystycznych w Budapeszcie, następnie w szkole Alexandra Sutherlanda Neilla w Hellerau. Od 1924 roku kierował Wschodnioniemieckimi Warsztatami Chrześcijańskiej Sztuki i Rzemiosła Artystycznego (niem. Ostdeutsche Werkstätten für christliche Kunst und Kunstgewerbe) w Nysie. W 1925 miał indywidualną wystawę prac w Salonie Narodowym w Budapeszcie. Do Szwajcarii wrócił w 1930 roku. Zmarł 12 września 1938 roku na Kanale Sueskim na pokładzie niemieckiego statku wycieczkowego „Gneisenau”.
W Polsce zachowały się rzeźby Zutta:
- Szczurołap[a] z 1929 roku (obecnie w Muzeum Miejskim w Zabrzu, MZ/Sz/837)[1]
- Chrystus (płaskorzeźba, obecnie w kościele św. Kamila w Zabrzu)[1]

## Galeria

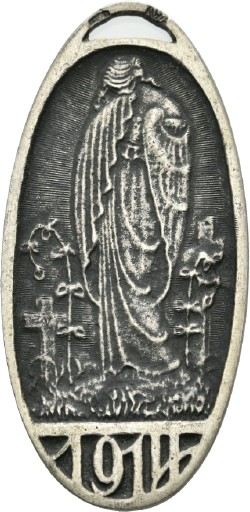
Medal z I wojny światowej przedstawiający pogrążoną w żałobie kobietę, 1914 r.
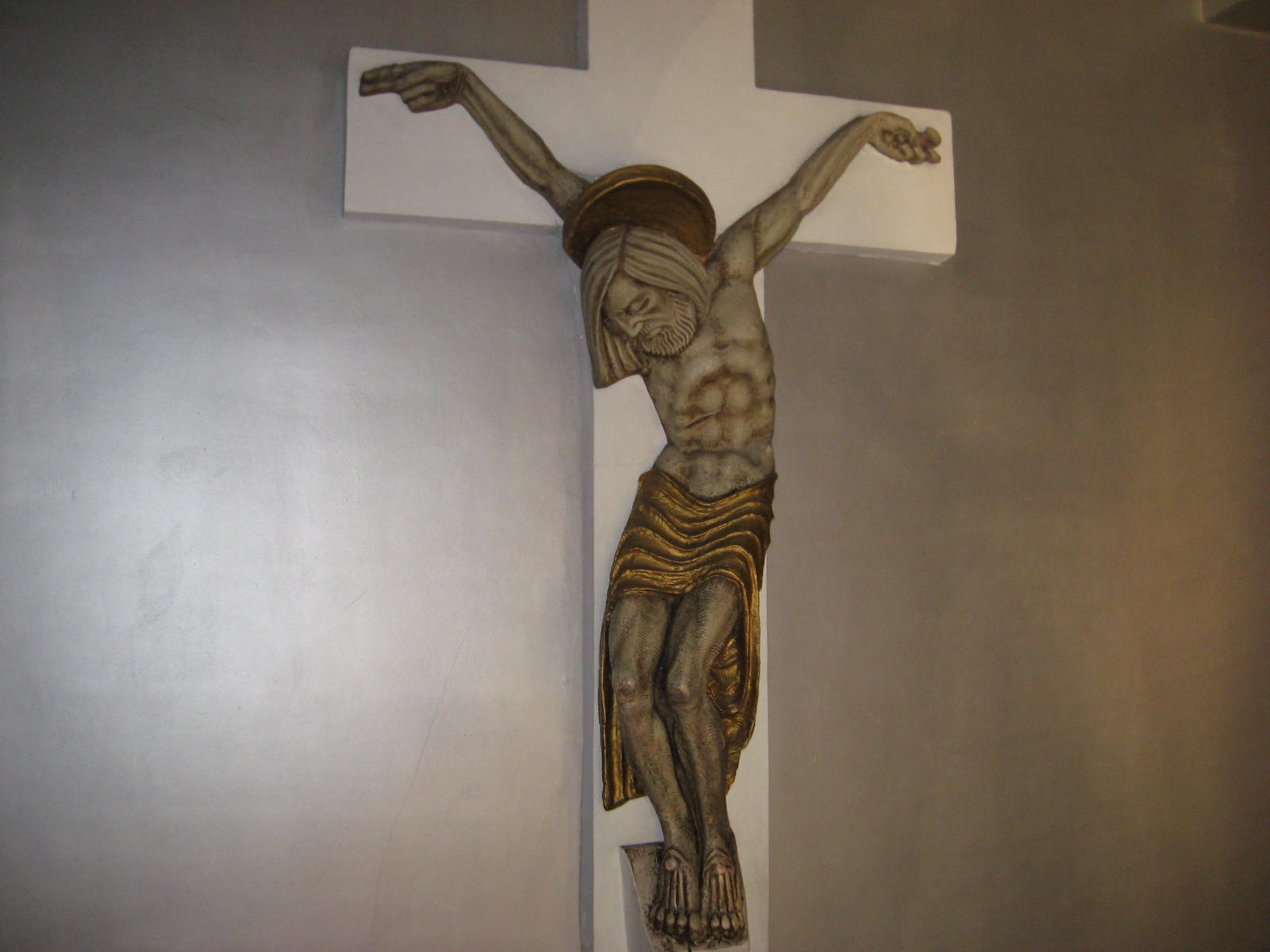
Chrystus, kościół Kamilianów w Zabrzu
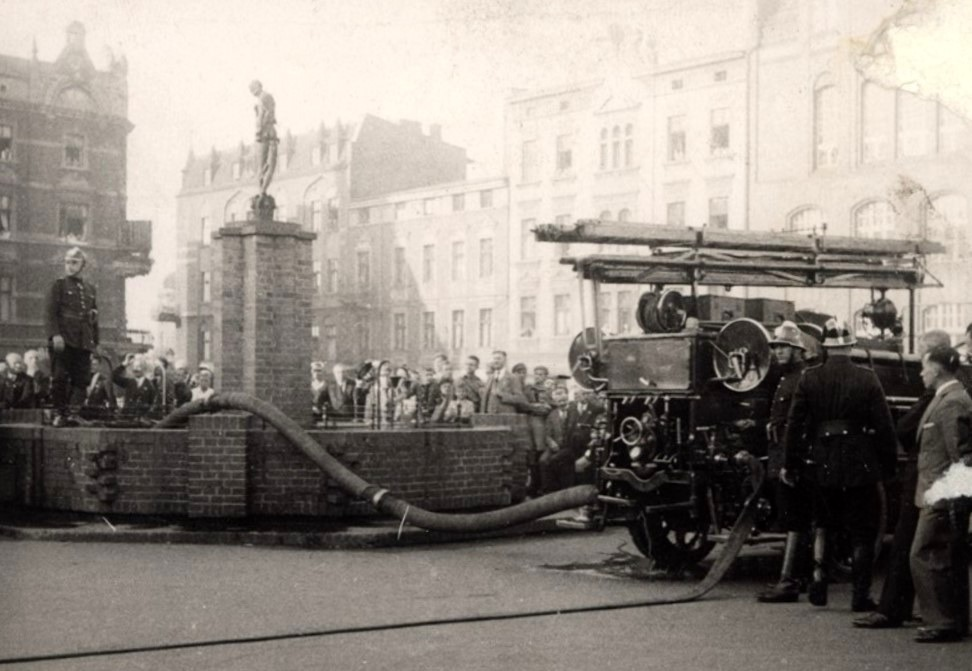
Szczurołap na Placu Targów Czwartkowych w Zabrzu przed 1939 r.
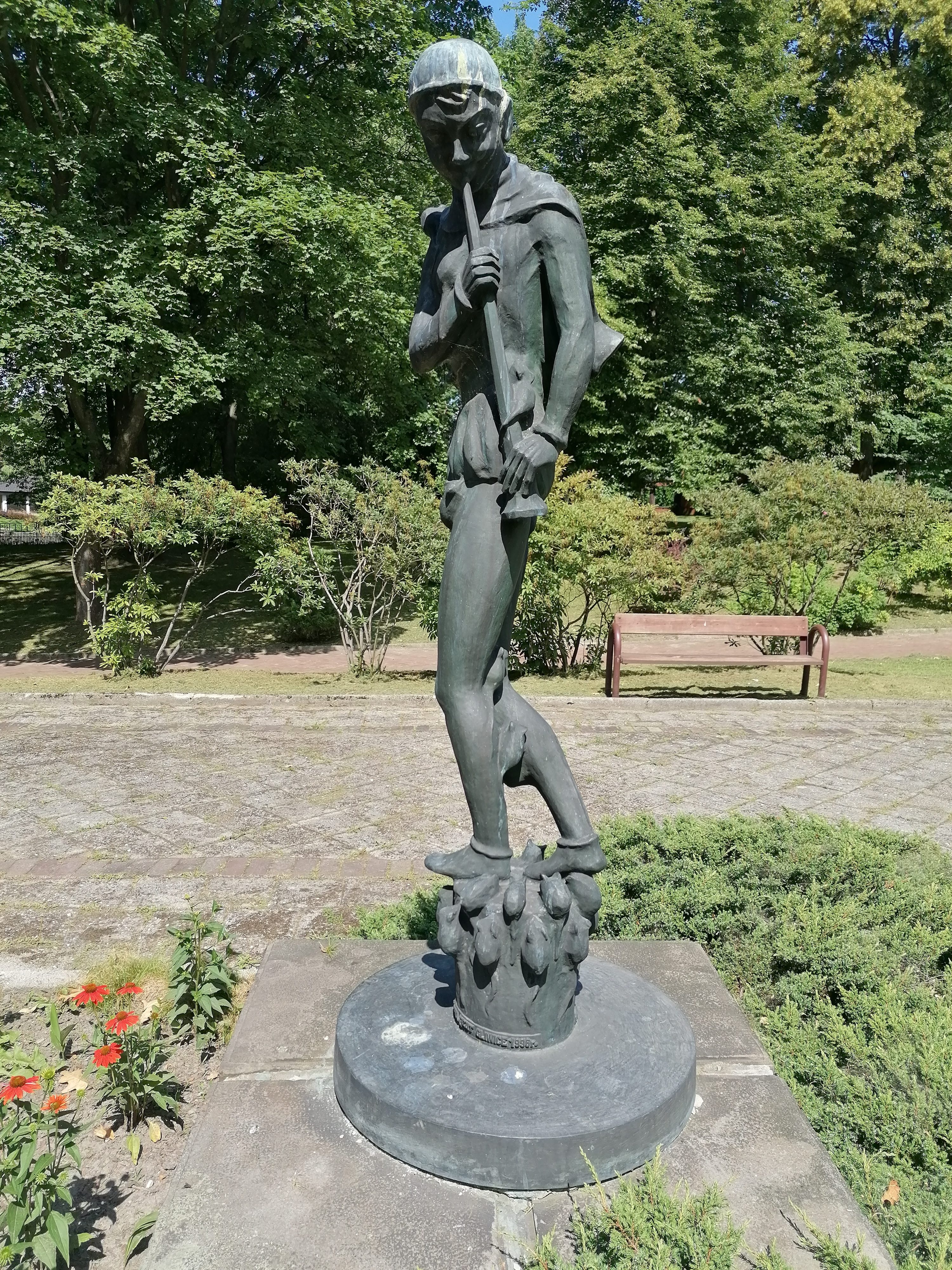
Szczurołap, kopia w zoo w Chorzowie